# Ribadouro
Ribadouro ist ein Ort und eine ehemalige Gemeinde im Norden Portugals.
Ribadouro gehört zum Kreis Baião im Distrikt Porto. Die Gemeinde hatte eine Fläche von 2,9 km² und 309 Einwohner (Stand 30. Juni 2011).
Am 29. September 2013 wurden die Gemeinden Ribadouro und Ancede zur neuen Gemeinde União das Freguesias de Ancede e Ribadouro zusammengefasst.